# Helmut Doppler
Helmut Doppler (* 25. März 1945 in Puchberg am Schneeberg) ist ein österreichischer Technischer Angestellter und Politiker (ÖVP). Doppler war von 2001 bis 2010 Abgeordneter zum Landtag von Niederösterreich.

## Leben
Doppler wurde als erstes Kind einer bäuerlichen Familie geboren und besuchte nach der Volksschule eine Bundesrealschule, an der er die Matura ablegte. Er absolvierte in der Folge eine EDV-Ausbildung und war am Bundesrechenamt tätig. Doppler stieg dort zum Leiter der EDV-Arbeitsvorbereitung auf.
Doppler ist verheiratet und Vater eines Sohnes.

## Politik
Von 1972 bis 1975 gehörte Doppler dem Gemeinderat von Pottendorf an und war danach von 1975 bis 1985 geschäftsführender Gemeinderat. In der Folge übernahm er das Amt des Bürgermeisters, das er vom 25. Oktober 1985 bis zum 29. März 2005 ausübte. Nach den Verlusten der ÖVP bei der Gemeinderatswahl 2005 verlor Doppler sein Amt als Bürgermeister. Doppler ist Gemeindeparteiobmann, Teilbezirksobmann des ÖAAB Niederösterreich und Bezirksobmann der ÖVP. Seit dem 4. Oktober 2001 vertritt Doppler die ÖVP auch im Landtag. 2008 schaffte er als Listenzweiter der ÖVP-Bezirksliste von Baden auf Grund einer geringen Anzahl an Vorzugsstimmen nur knapp den Wiedereinzug in den Landtag. Er schied per 6. Oktober 2010 aus dem Landtag aus.